# Tamang-Ghale-Sprachen
Die Tamang-Ghale-Sprachen bilden eine Untereinheit der bodischen Sprachen, die zu den tibetobirmanischen Sprachen gehören, einem Primärzweig des Sinotibetischen. Die neun Tamang-Ghale-Sprachen sind mit den tibetanischen Sprachen nah verwandt und werden von 1,2 Millionen Menschen in Nepal gesprochen. Die größte Einzelsprache ist das Tamang mit 900.000 Sprechern. Das Tamang-Ghale gliedert sich in die Tamang-Gurung-Gruppe und die Einzelsprache Ghale.

## Tamang-Ghale innerhalb des Sinotibetischen
- Sinotibetisch
  - Tibetobirmanisch
    - Bodisch
      - Tamang-Ghale

## Klassifikation und Sprecherzahlen
- Tamang-Ghale
  - Tamang-Gurung
    - Gurung (Tamu) (230 Tsd., ethnisch 450 Tsd.)
      - Dialekte Ost: Lamjung, Gorkha, Tanahu
      - Dialekte West: Kaski, Parbat; Süd: Syangja
      - Ritualsprache: Tso Kywi

    - Tamang (900 Tsd.)
      - Dialekte Ost; Südwest; Ost-Gorkha: Kasigaon, Kerounja
      - Dialekte Nordwest: Dhading; West (Murmi): Trisuli=Nuwakot, Rasuwa

    - Thakali (Thaksya) (20 Tsd.)   Dialekte: Tukche=Thini, Syang, Marpha, Seke
    - Nyishangba (Manangba) (2000)
    - Gyasumdo (Tingaule) (2000)
    - Nar Phu (Narpa) (500)   Dialekte: Nar, Phu
    - Chantyal (Chantel) (2000, ethnisch 10 Tsd.)
    - Kaike (2000)

  - Ghale
    - Ghale (15 Tsd.)   Dialekte: Barpak-Mandre, Laprake-Gumda, Khorla-Uiya